# کردسر
کردسر (به لاتین: Kürdəsər یا Gürdəsər) یک منطقهٔ مسکونی در جمهوری آذربایجان است که در شهرستان لریک واقع شده‌است. کردسر ۸۱۰ نفر جمعیت دارد. مردم آن عمدتاً تالش هستند.

## ریشه واژه
گور در زبان تالشی به معنی غرش کردن، ده به معنی دره و سه به معنای سر است. معنای گردسر سر دره خروشان است.

## طبیعت
این روستا یکی از رویشگاه‌های اصلی سوسن چلچراغ در جمهوری آذربایجان است.